# Amu Co
Amu Co (kinesiska: Amu Cuo, 阿木错) är en sjö i Kina. Den ligger i den autonoma regionen Tibet, i den sydvästra delen av landet, omkring 480 kilometer nordväst om regionhuvudstaden Lhasa. Trakten runt Amu Co består i huvudsak av gräsmarker.
Genomsnittlig årsnederbörd är 301 millimeter. Den regnigaste månaden är juli, med i genomsnitt 90 mm nederbörd, och den torraste är december, med 1 mm nederbörd.